# Tesoro degli Ateniesi
Il Tesoro degli Ateniesi è un edificio dorico in antis (9,70 × 6,70) costruito nel santuario di Delfi in marmo pario e la cui datazione, dopo essere stata ampiamente discussa, viene posta tra il 510 e il 480 a.C., in accordo con quanto affermato da Pausania che lo vedrebbe eretto subito dopo la battaglia di Maratona (avvenuta nel 490 a.C.). 
Pausania, infatti, avrebbe erroneamente datato l'edificio sulla base di un'iscrizione rinvenuta su un basamento posto a sud del Tesoro, iscrizione che potrebbe fare riferimento al basamento stesso e non all'edificio; questo sarebbe, dunque, antecedente (lo stile delle metope rivela infatti uno stile tardo arcaico). 

## L'edificio
La ricostruzione dell'edificio è avvenuta grazie ad un finanziamento del comune di Atene che tra il 1903 e il 1906 sostenne il restauro e l'anastilosi del monumento. Negli anni 2000 si è avuto un ulteriore restauro e consolidamento.
Dell'edificio sono state recuperate le 32 metope testimoni del passaggio dall'atticismo arcaico a quello severo le quali possono essere viste al Museo archeologico di Delfi; insieme al resto della decorazione perduta esse rappresentano il primo esempio di unità nella progettazione della decorazione scolpita di un edificio: i frontoni rappresentavano l'incontro tra Eracle e Teseo a est e una scena di combattimento a ovest mentre le metope proseguivano la rappresentazione delle imprese dei due eroi, insieme ad un'Amazzonomachia. 
Le rappresentazioni sembrano commemorare simbolicamente la fondazione della democrazia ateniese e la battaglia di Maratona.